# Anna Stöhr
Pour les articles homonymes, voir Stöhr.
La Sportiva Competition Award
Anna Stöhr, née le 25 avril 1988 à Reith im Alpbachtal, est une grimpeuse autrichienne. Elle est spécialiste du bloc, discipline dans laquelle elle a gagné quatre fois la coupe du monde, en 2008 puis trois fois consécutivement en 2011, 2012 et 2013, et deux fois le championnat du monde en 2007 et 2011. Elle a aussi gagné deux fois les championnats d'Europe, en 2010 et 2013. En 2012, elle a d'ailleurs été récompensée lors des Arco Rock Legends en recevant le prix LaSportiva Award pour ses nombreuses victoires en compétitions.
Anna est aussi une des rares femmes au monde à avoir réussi l'ascension d'un bloc d'une cotation de 8B.

## Biographie

### Jeunesse
Anna Stöhr nait à Reith im Alpbachtal, un petit village dans le nord-est du Tyrol. Ses parents qui pratiquent l'escalade, l'y initient dès son plus jeune âge et à l'âge de huit ans elle intègre une équipe d'escalade où elle se prend rapidement de passion pour cette pratique.
À partir de 2002, elle s'inscrit pour les compétitions de la fédération internationale d'escalade dans la catégorie « jeune B », et participe aux championnats du monde d'escalade en difficulté et en vitesse, discipline dans laquelle elle se classe 2e. Elle participe aussi à plusieurs étapes de la coupe d'Europe d'escalade en difficulté où elle réussit à se classer 2e lors des étapes à Veliko Tarnovo et Kranj. En 2003, pour sa deuxième participation à la coupe d'Europe, elle réussit à monter sur le podium à chacune des 4 étapes auxquelles elle participe et gagnant même celle de Niederwangen en Suisse.

### Carrière professionnelle
En septembre 2010, lors d'un séjour en Suisse sur le site de Magic Wood, elle réussit l'ascension de The Riverbed, devenant ainsi la 2e femme au monde à faire un bloc d'une cotation de 8B.
En août 2011, elle finit 1re au classement général de la coupe du monde d'escalade en catégorie bloc après une 3e position lors de la dernière étape à Munich en Allemagne.
En 2018, elle se retire des compétitions de bloc à la suite de problèmes de hernie discale, et se consacre à l'escalade en grandes voies.

## Ascensions notables
| Nom              | Site                      | Date | Commentaires                 |
| ---------------- | ------------------------- | ---- | ---------------------------- |
| The Vice         | Rocklands, Afrique du Sud | 2013 | Première ascension féminine, |
| The Power of One | Rocklands, Afrique du Sud | 2013 | Première ascension féminine  |
| The Riverbed     | Magic Wood, Suisse        | 2010 | Première ascension féminine  |

| Nom                  | Site                                   | Date | Commentaires |
| -------------------- | -------------------------------------- | ---- | ------------ |
| Pura Vida            | Magic Wood, Suisse                     | 2010 | [ 8 ]        |
| Diaphanous Sea       | Hueco Tanks, États-Unis                | 2013 | -            |
| Momojo               | Hueco Tanks, États-Unis                | 2013 | -            |
| Rumble in the Jungle | Hueco Tanks, États-Unis                | 2013 | -            |
| Tequila Sunrise      | Hueco Tanks, États-Unis                | 2013 | -            |
| Nutsa                | Rocklands, Afrique du Sud              | 2009 | -            |
| Cave Bitch           | Monts Grampians (Australie), Australie | 2007 | -            |

| Nom                       | Site                                   | Date | Commentaires |
| ------------------------- | -------------------------------------- | ---- | ------------ |
| Black Velvet              | Rocklands, Afrique du Sud              | 2013 | -            |
| The Epiphany              | Rocklands, Afrique du Sud              | 2013 | -            |
| Barracuda                 | Rocklands, Afrique du Sud              | 2013 | -            |
| Royskop                   | Rocklands, Afrique du Sud              | 2013 | -            |
| Chbalank                  | Hueco Tanks, États-Unis                | 2013 | -            |
| Barefoot on Sacred Ground | Hueco Tanks, États-Unis                | 2013 | -            |
| Sunshine                  | Hueco Tanks, États-Unis                | 2013 | -            |
| Dead Can't Dnace          | Monts Grampians (Australie), Australie | 2012 | -            |
| Bushpilot                 | Lower Chaos, États-Unis                | 2011 | -            |
| Pendragon                 | Rocklands, Afrique du Sud              | 2009 | -            |
| Out of Balance            | Rocklands, Afrique du Sud              | 2009 | -            |
| The Hatchling             | Rocklands, Afrique du Sud              | 2009 | -            |
| Shining                   | Silvretta, Autriche                    | 2008 | -            |
| Schattenkrieger           | Silvretta, Autriche                    | 2008 | -            |
| Mother Firestarter        | Zillertal, Autriche                    | 2008 | -            |
| Niviuk                    | Silvretta, Autriche                    | 2008 | -            |
| Astronautenfieber         | Magic Wood, Suisse                     | 2008 | -            |
| Teamwork                  | Chironico, Suisse                      | 2008 | -            |
| Dr. Pinch                 | Chironico, Suisse                      | 2008 | -            |
| Flowepower                | Hueco Tanks, États-Unis                | 2008 | -            |

## Palmarès
| Année | Lieu                     | Compétitions                     | Médaille                         |
| ----- | ------------------------ | -------------------------------- | -------------------------------- |
| 2002  | Canteleu, France         | Championnats du monde d'escalade | Médaille d'argent en vitesse     |
| 2002  | Veliko Tarnovo, Bulgarie | Coupe d'Europe d'escalade        | Médaille d'argent en difficulté  |
| 2002  | Kranj, Slovénie          | Coupe d'Europe d'escalade        | Médaille d'argent en difficulté  |
| 2003  | Imst, Autriche           | Coupe d'Europe d'escalade        | Médaille d'argent en difficulté  |
| 2003  | Arco, Italie             | Coupe d'Europe d'escalade        | Médaille d'argent en difficulté  |
| 2003  | Niederwangen, Suisse     | Coupe d'Europe d'escalade        | Médaille d'or en difficulté      |
| 2003  | Kranj, Slovénie          | Coupe d'Europe d'escalade        | Médaille d'or en difficulté      |
| 2004  | Genève, Suisse           | Coupe d'Europe d'escalade        | Médaille d'argent en difficulté  |
| 2005  | Brno, République tchèque | Coupe d'Europe d'escalade        | Médaille d'or en difficulté      |
| 2005  | Imst, Autriche           | Coupe d'Europe d'escalade        | Médaille de bronze en difficulté |
| 2005  | Penne, Italie            | Coupe d'Europe d'escalade        | Médaille d'or en difficulté      |
| 2005  | Kranj, Slovénie          | Coupe d'Europe d'escalade        | Médaille de bronze en difficulté |
| 2006  | Imst, Autriche           | Coupe du monde d'escalade        | Médaille d'argent en difficulté  |
| 2006  | Imst, Autriche           | Coupe du monde d'escalade        | Médaille d'argent en vitesse     |

| Année | Lieu                      | Compétitions                     | Médaille                   |
| ----- | ------------------------- | -------------------------------- | -------------------------- |
| 2004  | Lecco, Italie             | Championnats d'Europe d'escalade | Médaille d'argent en bloc  |
| 2005  | Moscou, Russie            | Coupe du monde d'escalade        | Médaille d'argent en bloc  |
| 2005  | Firminy, France           | Coupe du monde d'escalade        | Médaille de bronze en bloc |
| 2006  | Veliko Tarnovo, Bulgarie  | Coupe du monde d'escalade        | Médaille de bronze en bloc |
| 2006  | Grindelwald, Suisse       | Coupe du monde d'escalade        | Médaille d'or en bloc      |
| 2006  | Fiera di Primiero, Italie | Coupe du monde d'escalade        | Médaille d'argent en bloc  |
| 2007  | Aviles, Espagne           | Championnats du monde d'escalade | Médaille d'or en bloc      |
| 2007  | Brno, République tchèque  | Coupe du monde d'escalade        | Médaille d'argent en bloc  |
| 2008  | Hall, Russie              | Coupe du monde d'escalade        | Médaille d'or en bloc      |
| 2008  | La Réunion, France        | Coupe du monde d'escalade        | Médaille d'or en bloc      |
| 2008  | Grindelwald, Suisse       | Coupe du monde d'escalade        | Médaille d'or en bloc      |
| 2008  | Vail, États-Unis          | Coupe du monde d'escalade        | Médaille de bronze en bloc |
| 2008  | Fiera di Primiero, Italie | Coupe du monde d'escalade        | Médaille d'or en bloc      |
| 2008  | Paris, France             | Championnats d'Europe d'escalade | Médaille d'argent en bloc  |
| 2009  | Kazo, Japon               | Coupe du monde d'escalade        | Médaille de bronze en bloc |
| 2009  | Hall, Autriche            | Coupe du monde d'escalade        | Médaille d'or en bloc      |
| 2009  | Vienne, Autriche          | Coupe du monde d'escalade        | Médaille de bronze en bloc |
| 2009  | Qinghai, Chine            | Championnats du monde d'escalade | Médaille de bronze en bloc |
| 2010  | Vail, États-Unis          | Coupe du monde d'escalade        | Médaille d'argent en bloc  |
| 2010  | Moscou, Russie            | Coupe du monde d'escalade        | Médaille d'or en bloc      |
| 2010  | Eindhoven, Pays-Bas       | Coupe du monde d'escalade        | Médaille d'or en bloc      |
| 2010  | Munich, Allemagne         | Coupe du monde d'escalade        | Médaille d'or en bloc      |
| 2010  | Imst/Innsbruck, Autriche  | Championnats d'Europe d'escalade | Médaille d'argent en bloc  |
| 2011  | Milan, Italie             | Coupe du monde d'escalade        | Médaille d'argent en bloc  |
| 2011  | Log-Dragomer, Slovénie    | Coupe du monde d'escalade        | Médaille d'or en bloc      |
| 2011  | Vienne, Autriche          | Coupe du monde d'escalade        | Médaille d'or en bloc      |
| 2011  | Canmore, Canada           | Coupe du monde d'escalade        | Médaille d'argent en bloc  |
| 2011  | Vail, États-Unis          | Coupe du monde d'escalade        | Médaille d'or en bloc      |
| 2011  | Eindhoven, Pays-Bas       | Coupe du monde d'escalade        | Médaille d'argent en bloc  |
| 2011  | Arco, Italie              | Championnats du monde d'escalade | Médaille d'or en bloc      |
| 2011  | Munich, Allemagne         | Coupe du monde d'escalade        | Médaille de bronze en bloc |
| 2012  | Chongqing, Chine          | Coupe du monde d'escalade        | Médaille d'argent en bloc  |
| 2012  | Log-Dragomer, Slovénie    | Coupe du monde d'escalade        | Médaille de bronze en bloc |
| 2012  | Innsbruck, Autriche       | Coupe du monde d'escalade        | Médaille d'or en bloc      |
| 2012  | Vail, États-Unis          | Coupe du monde d'escalade        | Médaille d'or en bloc      |
| 2012  | Munich, Allemagne         | Coupe du monde d'escalade        | Médaille d'argent en bloc  |
| 2012  | Paris, France             | Championnats du monde d'escalade | Médaille de bronze en bloc |
| 2013  | Chongqing, Chine          | Coupe du monde d'escalade        | Médaille d'or en bloc      |
| 2013  | Millau, France            | Coupe du monde d'escalade        | Médaille d'or en bloc      |
| 2013  | Kitzbühel, Autriche       | Coupe du monde d'escalade        | Médaille d'or en bloc      |
| 2013  | Log-Dragomer, Slovénie    | Coupe du monde d'escalade        | Médaille d'or en bloc      |
| 2013  | Innsbruck, Autriche       | Coupe du monde d'escalade        | Médaille d'argent en bloc  |
| 2013  | Toronto, Canada           | Coupe du monde d'escalade        | Médaille d'or en bloc      |
| 2013  | Vail, États-Unis          | Coupe du monde d'escalade        | Médaille d'or en bloc      |
| 2013  | Munich, Allemagne         | Coupe du monde d'escalade        | Médaille d'or en bloc      |
| 2013  | Eindhoven, Pays-Bas       | Championnats d'Europe d'escalade | Médaille d'or en bloc      |

|            | 2004 | 2005 | 2006 | 2007 | 2008 | 2009 | 2010 | 2011 | 2012 | 2013 |
| ---------- | ---- | ---- | ---- | ---- | ---- | ---- | ---- | ---- | ---- | ---- |
| Difficulté | 18   | 46   |      |      |      |      |      |      |      |      |
| Bloc       | 22   | 5    | 3    | 20   | 1    | 2    | 2    | 1    | 1    | 1    |

### Jeux mondiaux militaires d'hiver
- 2013 à Annecy,  France
  -  Médaille d'or en bloc

## Parraineurs
Anna Stöhr est parrainée par Mammut pour ses cordes et ses habits d'escalade.

## Vie personnelle
Elle est en couple avec Kilian Fischhuber, un autre membre de l'équipe nationale d'escalade d'Autriche,,.

## Galerie d'images

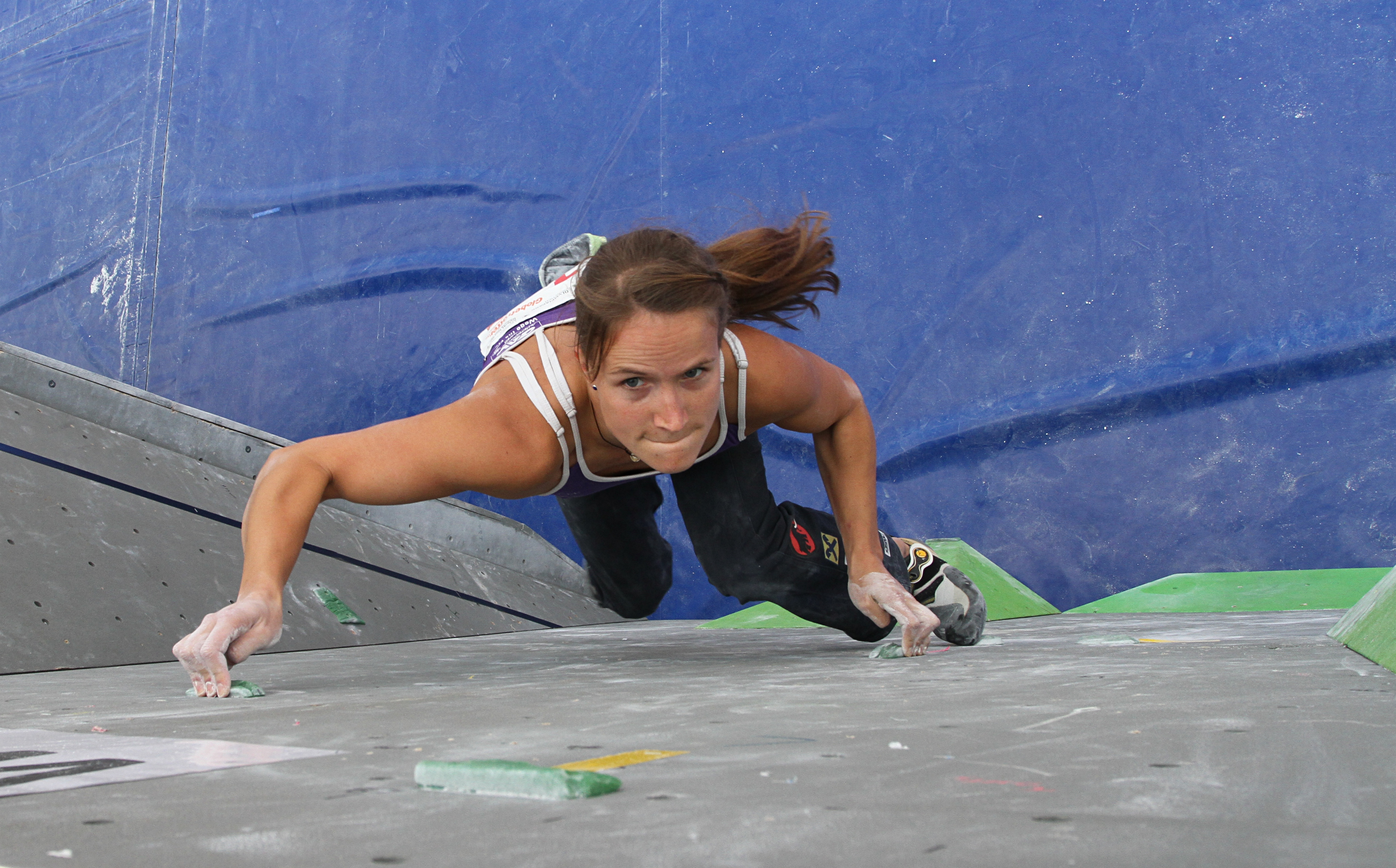
Anna Stöhr en finale de la coupe du monde de bloc 2012
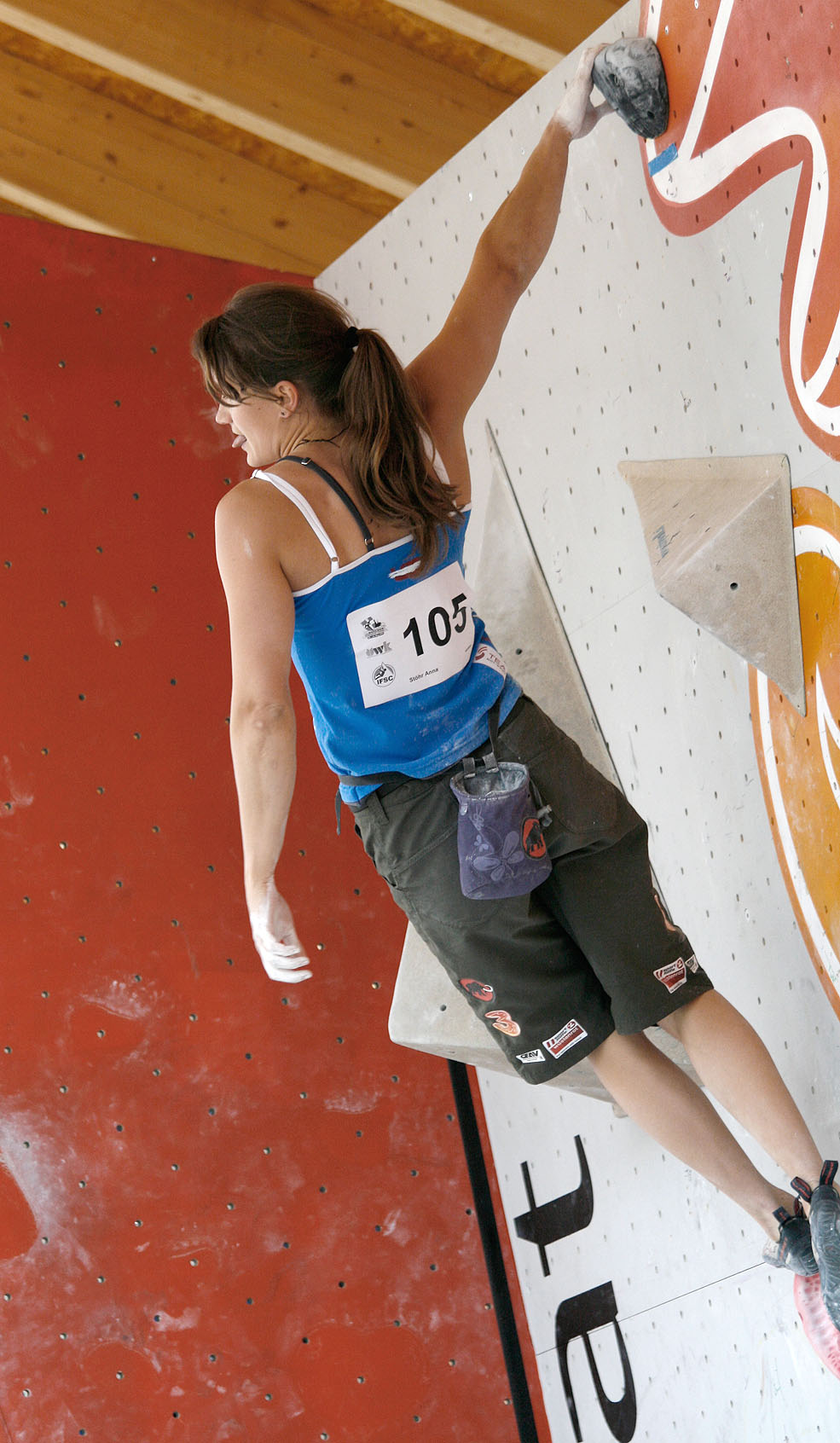
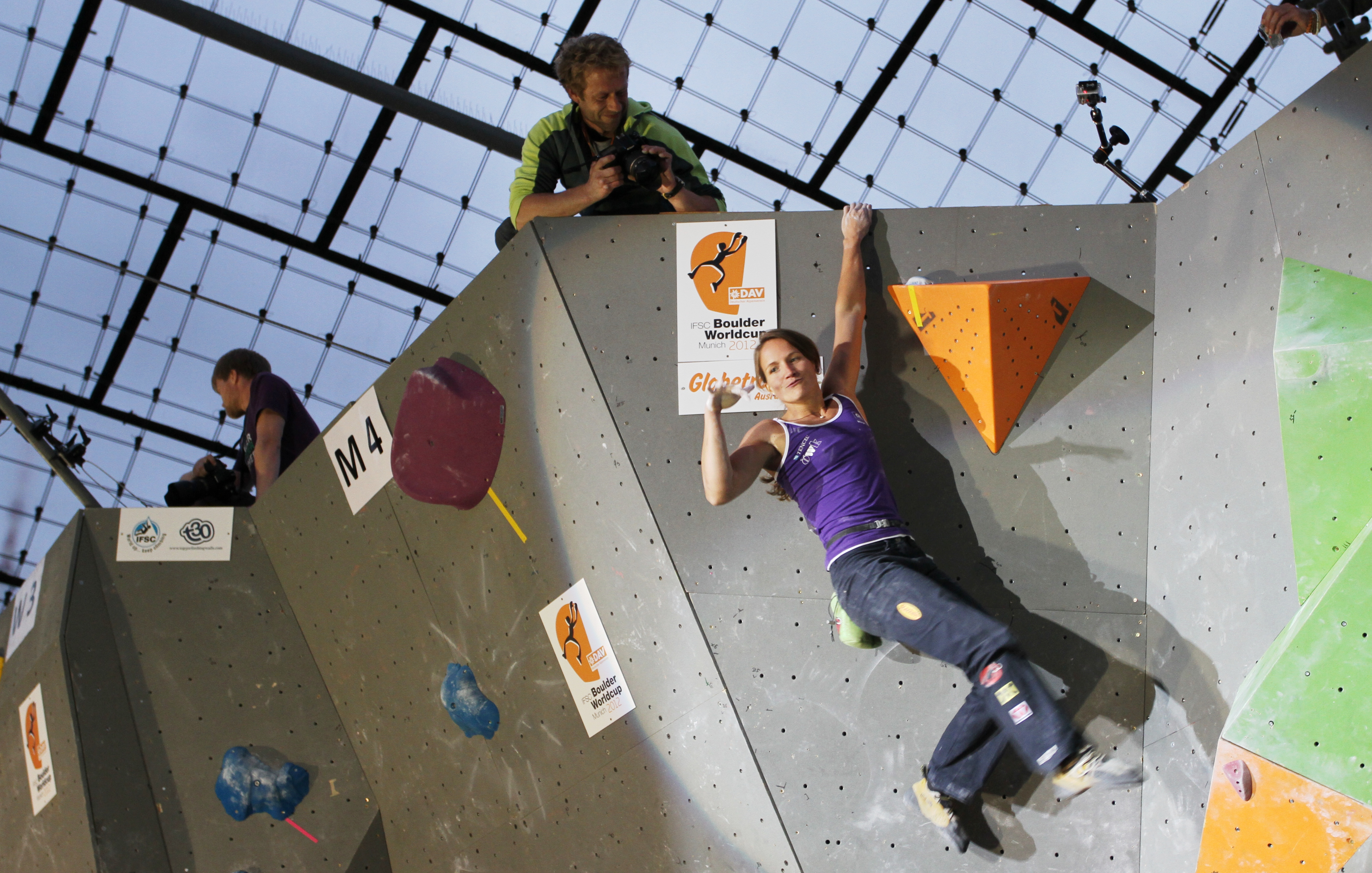
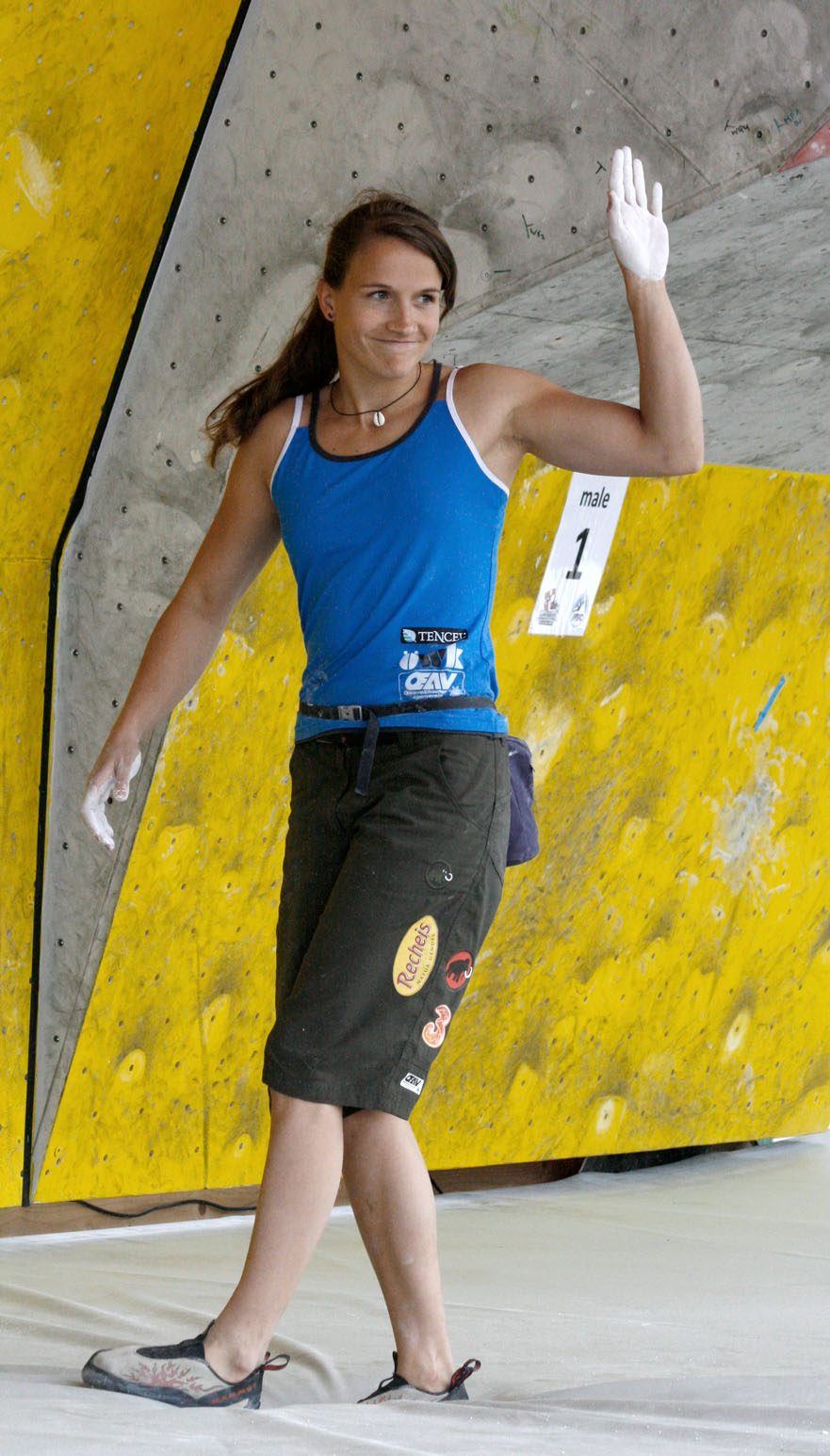
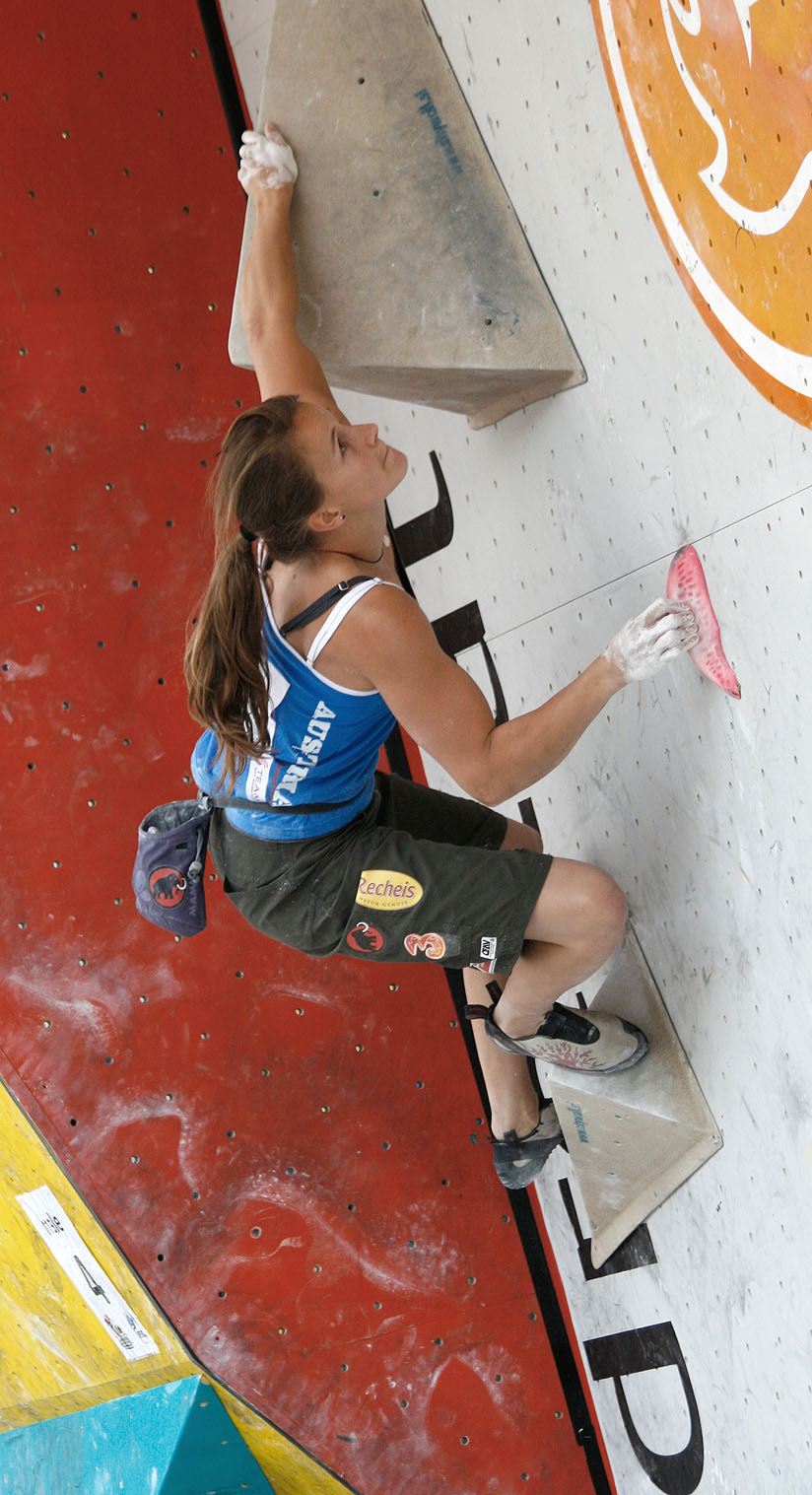
Anna Stöhr à Vienne pour la Coupe du Monde de bloc 2010

### Vidéos
1. ↑  (en) [vidéo] « the vice anna stöhr », sur YouTube